# Frémontiers
Frémontiers est une commune française située dans le département de la Somme, en région Hauts-de-France.

## Géographie

### Localisation
Frémontiers est un village picard de l'Amiénois.
Limitrophe de Conty, la localité est située à 7 km au sud-est de Poix-de-Picardie, 22 km au sud-ouest d'Amiens et à 35 km au nord de Beauvais, à vol d'oiseau.
Le territoire de la commune est limitrophe de ceux de huit communes.Les communes limitrophes sont  Bergicourt, Brassy, Contre, Conty, Famechon, Moyencourt-lès-Poix, Namps-Maisnil et Velennes.

### Géologie et relief
La commune compte un larri (pelouse calcicole) au lieu-dit de la montagne d'Uzenneville, classé Natura 2000 pour la biodiversité remarquable qu'il abrite.

### Hydrographie

#### Réseau hydrographique
La commune est située dans le bassin Artois-Picardie. Elle est drainée par l'Evoissons, la rivière de Poix et le ruisseau des Petits évoissons,.
L'Évoissons, d'une longueur de 25 km, prend sa source dans la commune de Hescamps et se jette  dans la Selle à Conty, après avoir traversé douze communes.
La rivière de Poix, d'une longueur de 14 km, prend sa source dans la commune de Hescamps et se jette  dans l'Évoissons sur la commune, après avoir traversé neuf communes.

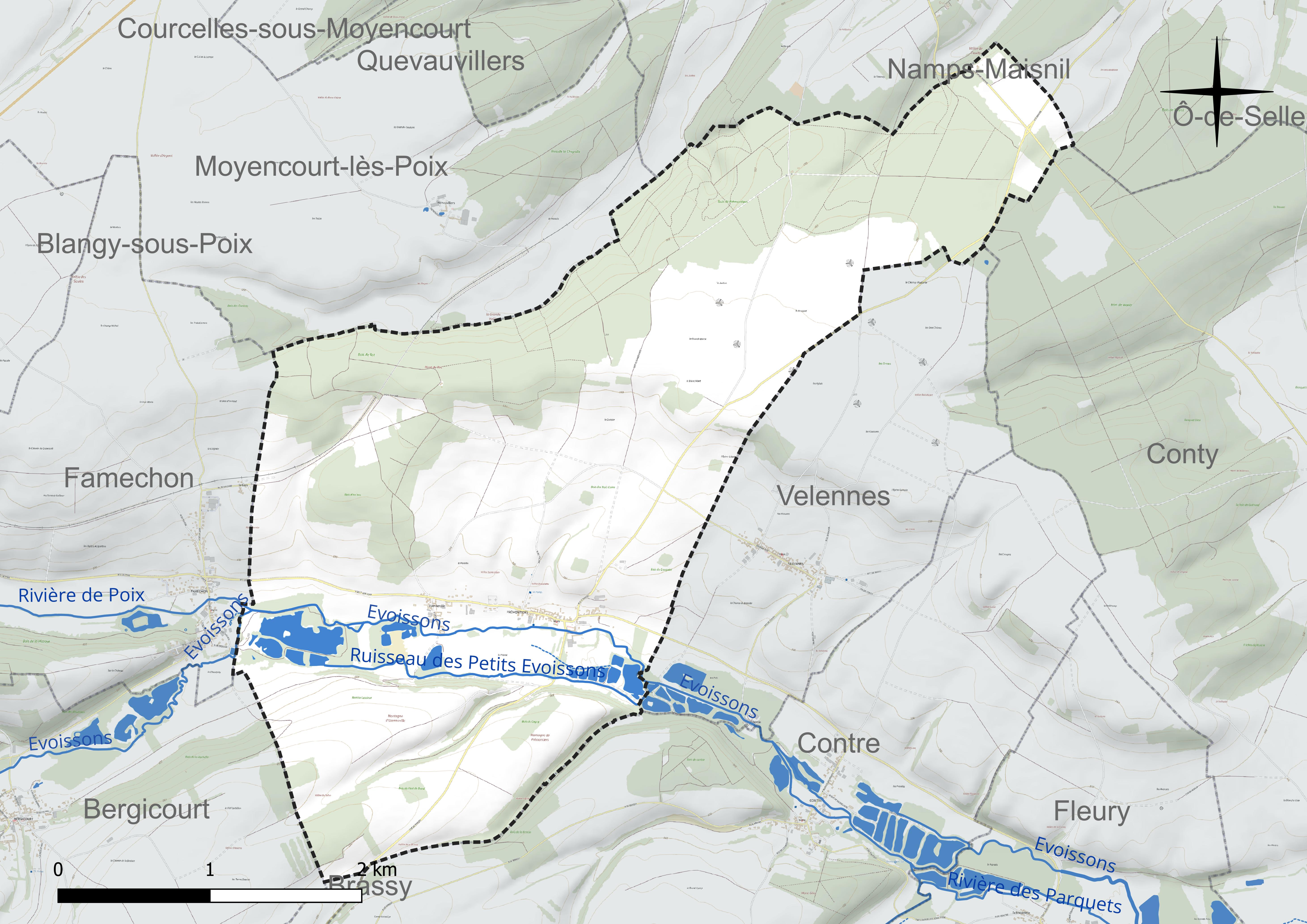
Réseau hydrographique de Frémontiers.

#### Gestion et qualité des eaux
Le territoire communal est couvert par le schéma d'aménagement et de gestion des eaux (SAGE) « Somme aval et Cours d'eau côtiers ». Ce document de planification concerne un territoire de 1 835 km2 de superficie, délimité par le bassin versant de la Somme canalisée. Le périmètre a été arrêté le 29 avril 2010 et le SAGE proprement dit a été approuvé le 6 août 2019. La structure porteuse de l'élaboration et de la mise en œuvre est le syndicat mixte d'aménagement hydraulique du bassin versant de la Somme (AMEVA).
La qualité des cours d'eau peut être consultée sur un site dédié géré par les agences de l'eau et l'Agence française pour la biodiversité.

### Climat
Pour des articles plus généraux, voir Climat des Hauts-de-France et Climat de la Somme.
En 2010, le climat de la commune est de type climat océanique dégradé des plaines du Centre et du Nord, selon une étude du CNRS s'appuyant sur une série de données couvrant la période 1971-2000. En 2020, Météo-France publie une typologie des climats de la France métropolitaine dans laquelle la commune est exposée à un climat océanique et est dans une zone de transition entre les régions climatiques « Nord-est du bassin Parisien » et « Côtes de la Manche orientale ».
Pour la période 1971-2000, la température annuelle moyenne est de 10,3 °C, avec une amplitude thermique annuelle de 14,3 °C. Le cumul annuel moyen de précipitations est de 749 mm, avec 11,4 jours de précipitations en janvier et 8,4 jours en juillet. Pour la période 1991-2020, la température moyenne annuelle observée sur la station météorologique la plus proche, située sur la commune de Saint-Arnoult à 23 km à vol d'oiseau, est de 10,4 °C et le cumul annuel moyen de précipitations est de 797,2 mm,. Pour l'avenir, les paramètres climatiques de la commune estimés pour 2050 selon différents scénarios d'émission de gaz à effet de serre sont consultables sur un site dédié publié par Météo-France en novembre 2022.

## Urbanisme

### Typologie
Au 1er janvier 2024, Frémontiers est catégorisée commune rurale à habitat dispersé, selon la nouvelle grille communale de densité à sept niveaux définie par l'Insee en 2022.
Elle est située hors unité urbaine. Par ailleurs la commune fait partie de l'aire d'attraction d'Amiens, dont elle est une commune de la couronne,. Cette aire, qui regroupe 369 communes, est catégorisée dans les aires de 200 000 à moins de 700 000 habitants,.

### Occupation des sols
L'occupation des sols de la commune, telle qu'elle ressort de la base de données européenne d'occupation biophysique des sols Corine Land Cover (CLC), est marquée par l'importance des territoires agricoles (57,7 % en 2018), une proportion sensiblement équivalente à celle de 1990 (57,3 %). La répartition détaillée en 2018 est la suivante : 
terres arables (49,1 %), forêts (37 %), zones agricoles hétérogènes (8,6 %), eaux continentales (3 %), zones urbanisées (2,2 %). L'évolution de l'occupation des sols de la commune et de ses infrastructures peut être observée sur les différentes représentations cartographiques du territoire : la carte de Cassini (XVIIIe siècle), la carte d'état-major (1820-1866) et les cartes ou photos aériennes de l'IGN pour la période actuelle (1950 à aujourd'hui).

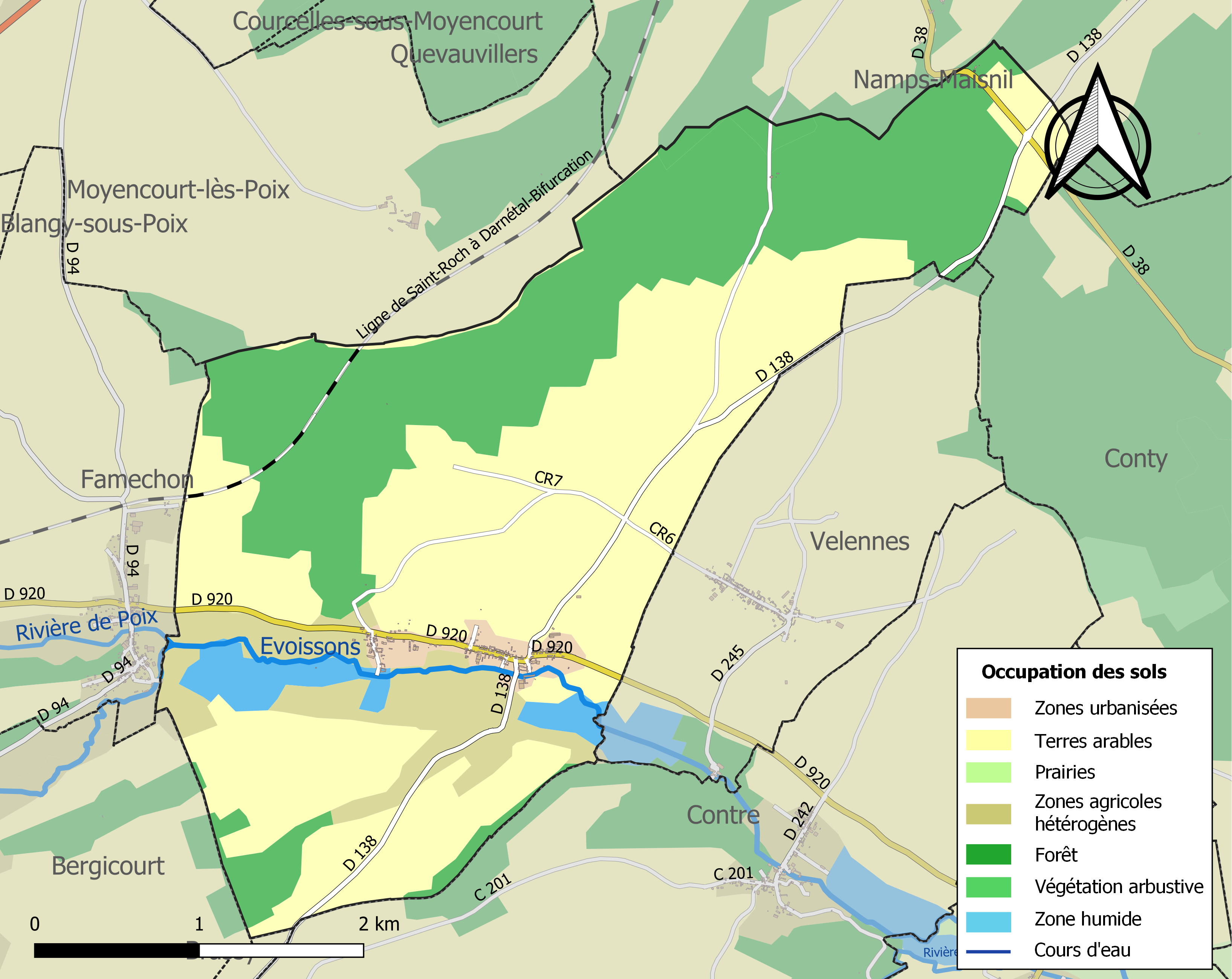
Carte des infrastructures et de l'occupation des sols de la commune en 2018 (CLC).

### Voies de communication et transports
La commune est accessible par l'ancienne route nationale 320 (actuelle RD 320) reliant Poix-de-Picardie à Conty, elle est accessible par la sortie  17 de l'autoroute A16.
En 2019, la localité est desservie par les lignes d'autocars du réseau interurbain Trans'80 Hauts-de-France.

## Toponymie
Le nom du village était orthographié Fremoutiers en 1793, Fresmontier en 1801. Il ne prendra sa graphie actuelle qu'ultérieurement.
Le nom de Frémontiers viendrait d'un toponyme romain signifiant monastère entouré de frênes.
Le « suffixe » -montiers est présent également dans le patronyme Forest-Montiers qui fait référence à un monastère.

## Histoire
L'église est datée du XIVe siècle.
Deux châteaux sont mentionnés du IXe siècle au XVIe siècle :

- au nord celui du mont Pertuy. À proximité, le lieudit la Justice évoque la présence probable d'une potence ;
 
- à l'ouest, le château de Lamotte, qui sera réuni à la seigneurie de Famechon.
Ces deux constructions ne sont plus que des ruines en 1899.
Les traces d'un couvent témoignent de l'établissement d'un lieu de culte ancien.
La seigneurie dépendait de la châtellenie de Conty et de la seigneurie de Wailly (château de mont Perthuy).
Une construction massive, édifiée au chef-lieu avant la Révolution, est désignée par le nom de château en 1899. Elle est un pied-à-terre pour la comtesse de la Rochefoucault, descendante des de Morgan.
Durant la guerre franco-allemande de 1870, les troupes allemandes ont séjourné dans le village en 1870-1871. Deux jeunes ont trouvé la mort pendant les combats dus à cette guerre.
Il existait encore en 1899 le hameau de Uzenneville, situé à un kilomètre du chef-lieu et qui comptait alors  comptait 68 habitants.

### Seconde Guerre mondiale
Durant la Seconde Guerre mondiale, le village fut le lieu de combats le 7 juin 1940, lors de la bataille de France, pour tenter de freiner l'ennemi à partir de la position surplombante que constituait le plateau. Lors de la bataille de Frémontiers, 33 soldats du troisième bataillon du 21e régiment d'infanterie sont tués par l'envahisseur allemand.
Ils avaient tenté de s'opposer à l'ennemi qui franchissait la rivière de Poix. Un monument en mémoire de cet événement se trouve sur la route de Brassy.

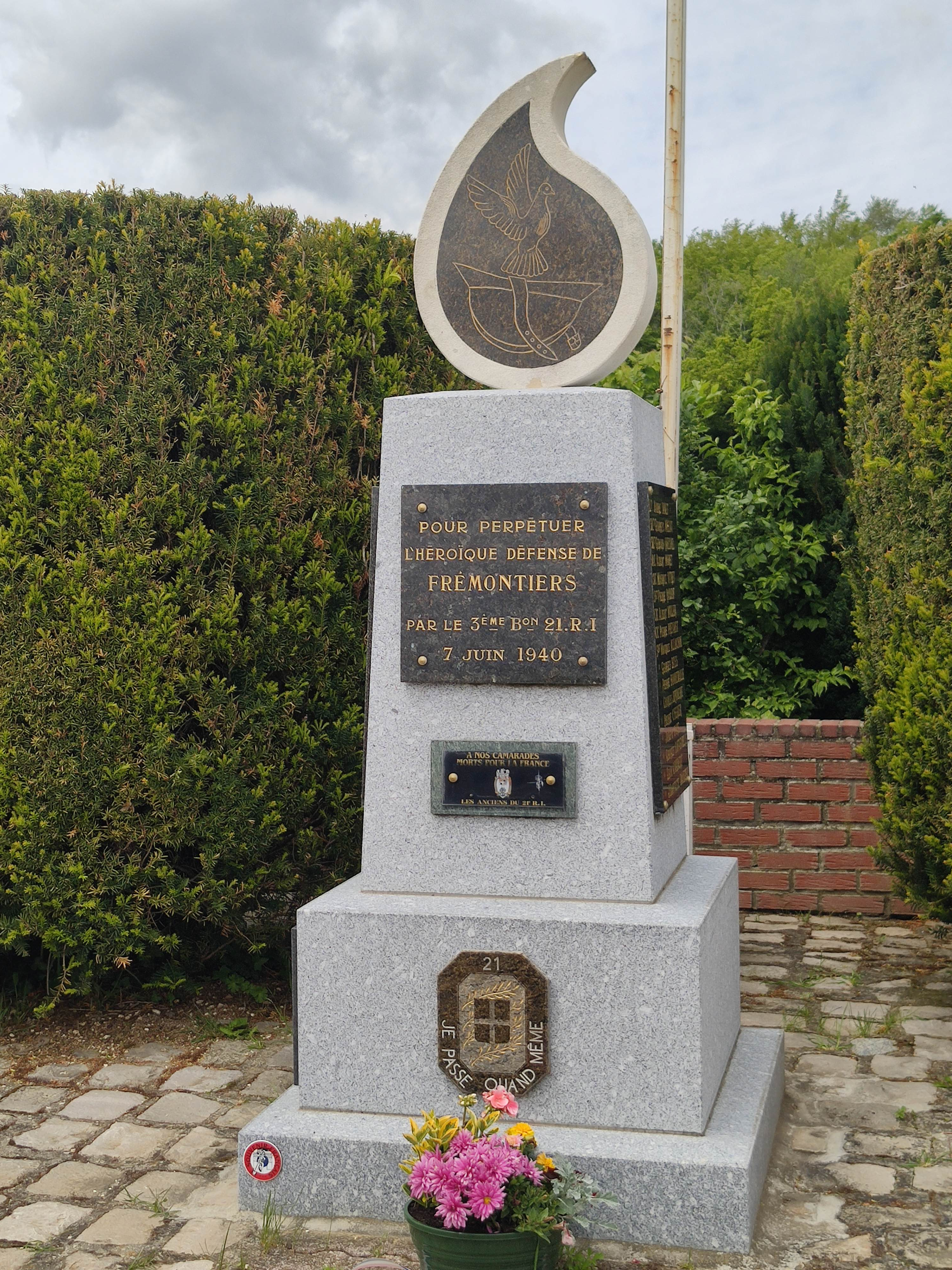
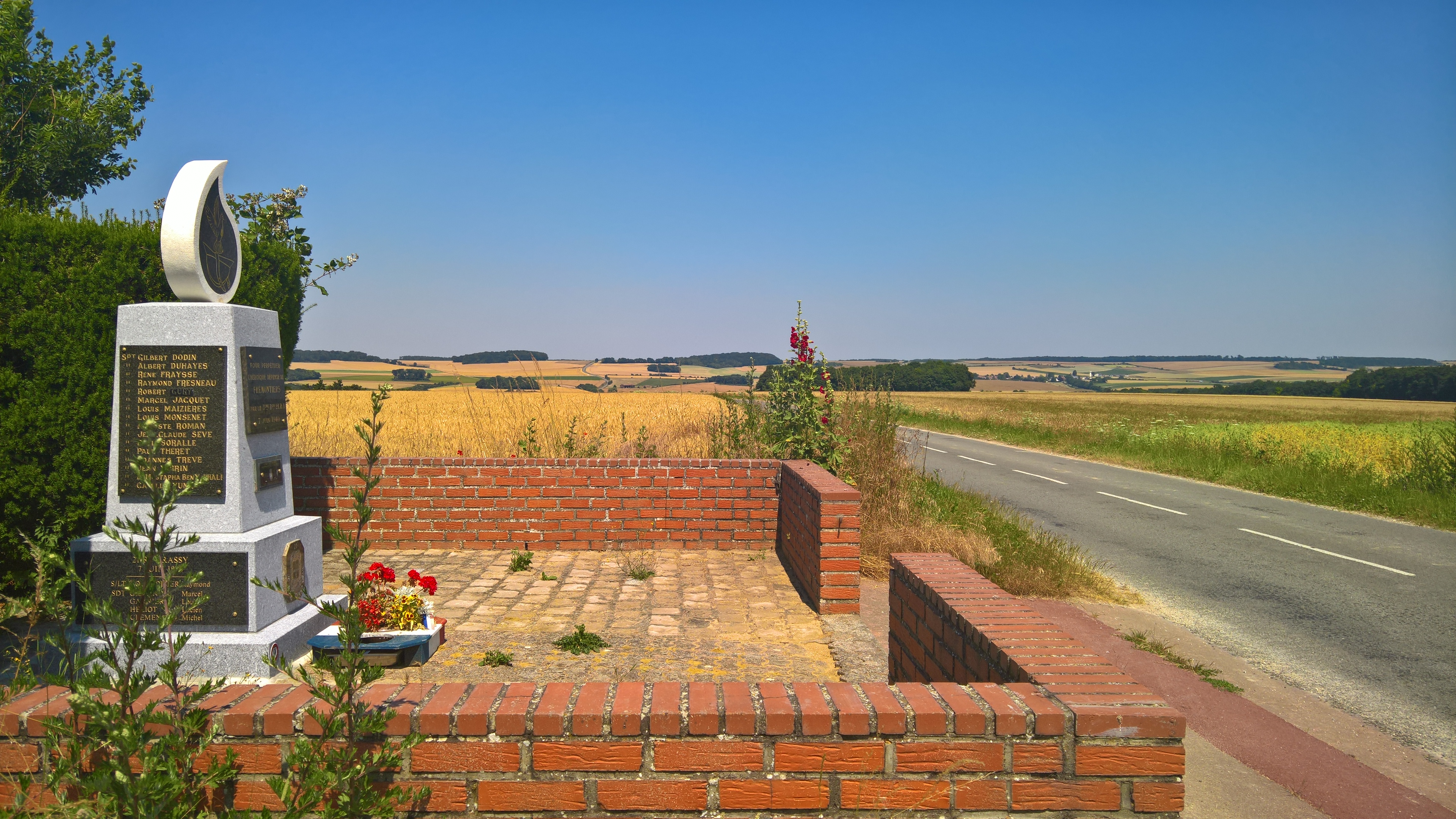
Le monument commémoratif et vue générale du plateau vers la vallée des Evoissons.

## Politique et administration

### Rattachements administratifs et électoraux
La commune se trouve dans l'arrondissement d'Amiens du département de la Somme. Pour l'élection des députés, elle fait partie depuis 2012 de la quatrième circonscription de la Somme.
Elle faisait partie depuis 1793 du canton de Conty. Dans le cadre du redécoupage cantonal de 2014 en France, la commune est intégrée au canton d'Ailly-sur-Noye.

### Intercommunalité
La commune était membre de la  communauté de communes du canton de Conty, créée par un arrêté préfectoral du 23 décembre 1996, et qui s'est substituée aux syndicats préexistants tels que le SIVOM et le SIVU de la coulée verte. Cette intercommunalité est renommée communauté de communes du Contynois en 2015, à la suite de la disparition du canton.
Dans le cadre des dispositions de la loi portant nouvelle organisation territoriale de la République du 7 août 2015, qui prévoit que les établissements publics de coopération intercommunale (EPCI) à fiscalité propre doivent avoir un minimum de 15 000 habitants, la préfète de la Somme propose en octobre 2015 un projet de nouveau schéma départemental de coopération intercommunale (SDCI) qui prévoit la réduction de 28 à 16 du nombre des intercommunalités à fiscalité propre du département.
Ce projet prévoit la « fusion des communautés de communes du Sud-Ouest Amiénois, du Contynois et de la région d'Oisemont », le nouvel ensemble de 37 412 habitants regroupant 120 communes,. À la suite de l'avis favorable de la commission départementale de coopération intercommunale en janvier 2016, la préfecture sollicite l'avis formel des conseils municipaux et communautaires concernés en vue de la mise en œuvre de la fusion.
La communauté de communes Somme Sud-Ouest, dont est désormais membre la commune, est ainsi créée au 1er janvier 2017.

### Liste des maires
| Période                                  | Période                      | Identité          | Étiquette | Qualité                         |
| ---------------------------------------- | ---------------------------- | ----------------- | --------- | ------------------------------- |
| Les données manquantes sont à compléter. |                              |                   |           |                                 |
| 1933                                     |                              | Joseph Debeauvais |           |                                 |
| 1936                                     |                              | Gédéon Harger     |           |                                 |
| Les données manquantes sont à compléter. |                              |                   |           |                                 |
| mars 2001                                | 2008                         | Geneviève Culot   |           |                                 |
| mars 2008                                | 2009                         | Philippe Harger   |           |                                 |
| 2009                                     | En cours (au 8 octobre 2020) | Alain Domart      |           | Réélu pour le mandat 2020-2026, |

## Population et société

### Démographie
L'évolution du nombre d'habitants est connue à travers les recensements de la population effectués dans la commune depuis 1793. Pour les communes de moins de 10 000 habitants, une enquête de recensement portant sur toute la population est réalisée tous les cinq ans, les populations de référence des années intermédiaires étant quant à elles estimées par interpolation ou extrapolation. Pour la commune, le premier recensement exhaustif entrant dans le cadre du nouveau dispositif a été réalisé en 2004.

En 2022, la commune comptait 166 habitants, en évolution de +8,5 % par rapport à 2016 (Somme : −1,26 %, France hors Mayotte : +2,11 %).
| 1793 | 1800 | 1806 | 1821 | 1831 | 1836 | 1841 | 1846 | 1851 |
| ---- | ---- | ---- | ---- | ---- | ---- | ---- | ---- | ---- |
| 248  | 265  | 270  | 271  | 341  | 343  | 347  | 345  | 338  |

| 1856 | 1861 | 1866 | 1872 | 1876 | 1881 | 1886 | 1891 | 1896 |
| ---- | ---- | ---- | ---- | ---- | ---- | ---- | ---- | ---- |
| 348  | 340  | 391  | 303  | 281  | 269  | 244  | 262  | 218  |

| 1901 | 1906 | 1911 | 1921 | 1926 | 1931 | 1936 | 1946 | 1954 |
| ---- | ---- | ---- | ---- | ---- | ---- | ---- | ---- | ---- |
| 233  | 223  | 185  | 173  | 188  | 168  | 189  | 186  | 180  |

| 1962 | 1968 | 1975 | 1982 | 1990 | 1999 | 2004 | 2006 | 2009 |
| ---- | ---- | ---- | ---- | ---- | ---- | ---- | ---- | ---- |
| 164  | 163  | 165  | 141  | 146  | 180  | 180  | 172  | 151  |

| 2014 | 2019 | 2022 | - | - | - | - | - | - |
| ---- | ---- | ---- | - | - | - | - | - | - |
| 155  | 157  | 166  | - | - | - | - | - | - |

### Manifestations culturelles et festivités
Une randonnée mycologique est organisée par la communauté de communes et la Société linnéenne de Picardie à l'automne dans le Bois de Frémontiers. La 9e édition a eu lieu le 15 octobre 2016.

## Culture locale et patrimoine

### Lieux et monuments
- Par la photographie aérienne, l'archéologue Roger Agache a révélé au lieu cadastré « Le Champ Madame » l'emplacement d'une importante villa gallo-romaine[35].
- Église Saint-Pierre du XVIe siècle, reconstruite en 1815, classée monument historique[36]. C'est l'ancien prieuré bénédictin de Saint-Pierre, qui a dépendu de l'abbaye Saint-Germer-de-Fly. En 2013, une souscription est lancée pour sauvegarder l'édifice, en collaboration avec la Fondation du patrimoine[37].

- Chapelle funéraire, près de l'église. Ce fut la sépulture du dernier seigneur local, Paul François Roussel, et de sa fille[38].
- Moulin à eau de 1797, sur la rive gauche du ruisseau des Évoissons, mitoyen de l'église et face à l'ancien manoir seigneurial dont il dépendait.

Le moulin a été reconstruit vers 1797 sur un site où des moulins sont attestés de longue date, puisque la première mention d'un moulin hydraulique à Frémontiers apparaît dans une cession de 1296 par, notamment, messire Raoul de Sens et messire Enguerrand de Lœuilly à l'abbaye Saint-Germer-de-Fly  Inscrit MH (1990).
- Bois de Frémontiers : espace naturel offert au XIXe siècle à la ville d'Amiens, objet d'une pétition en 2006 contre un projet d'Amiens-Métropole[40].
- Tilleul de la liberté : planté lors de la Révolution française de 1848, sur le côté de l'église.

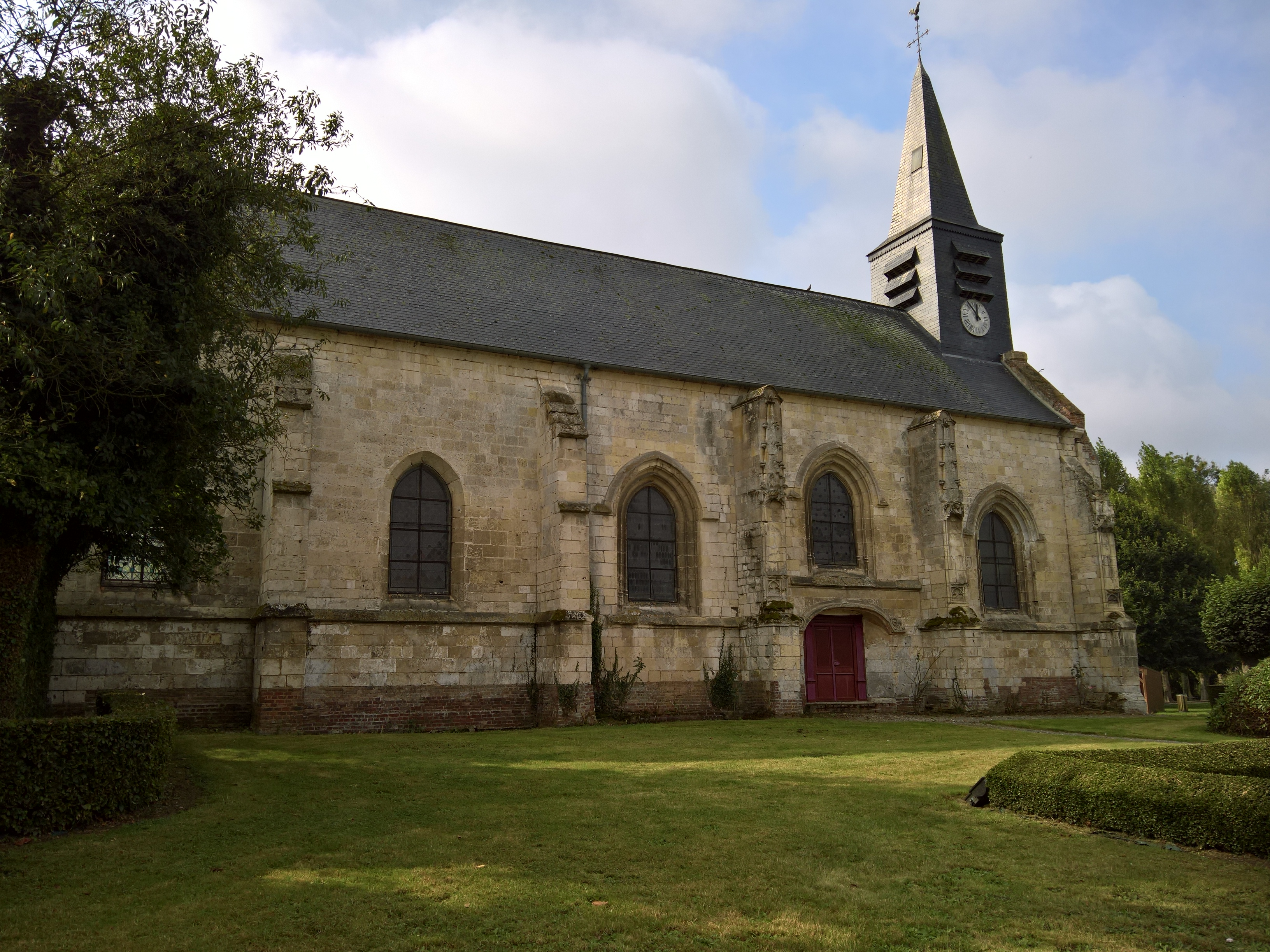
Façade nord.
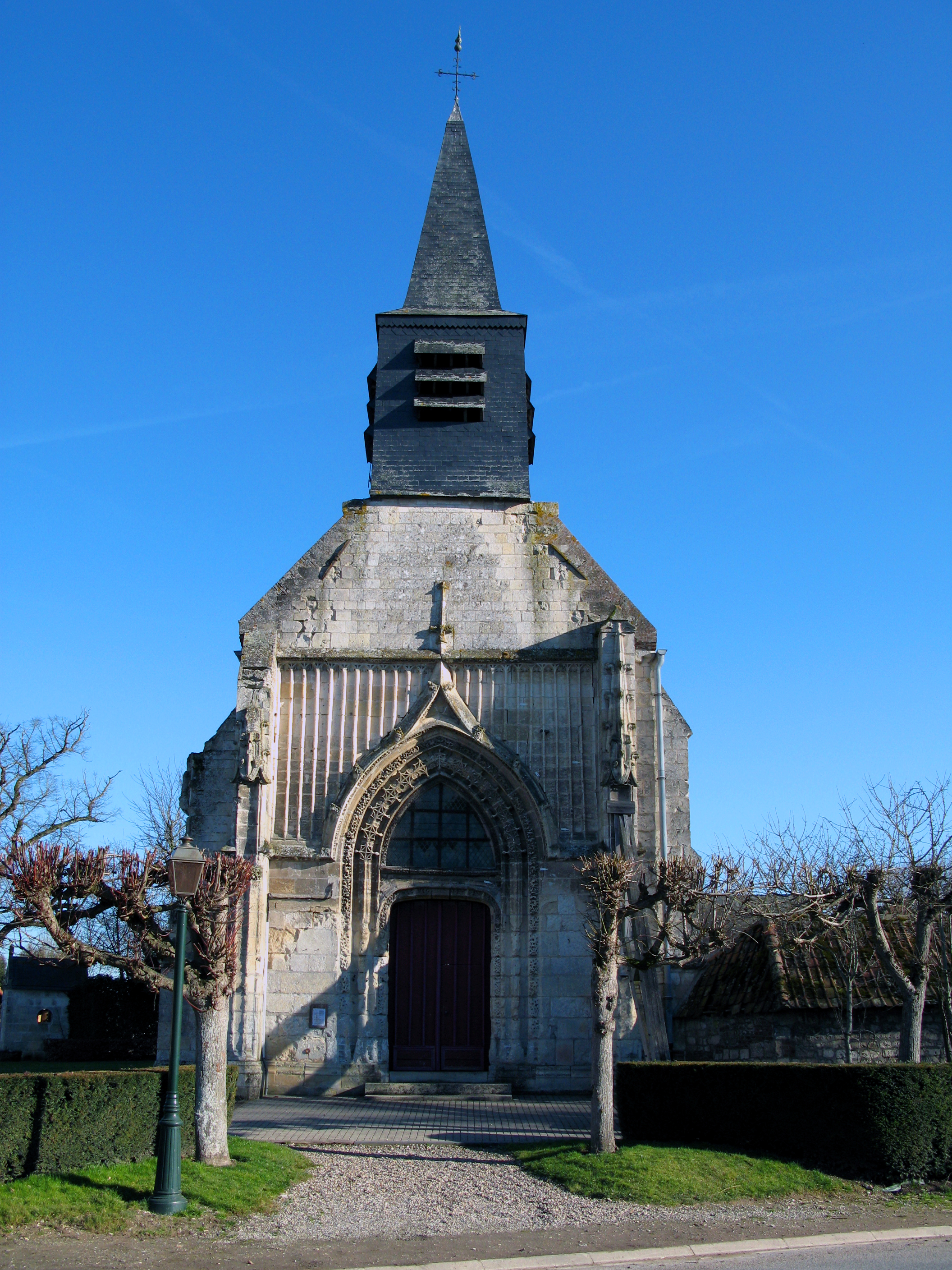
Façade ouest.
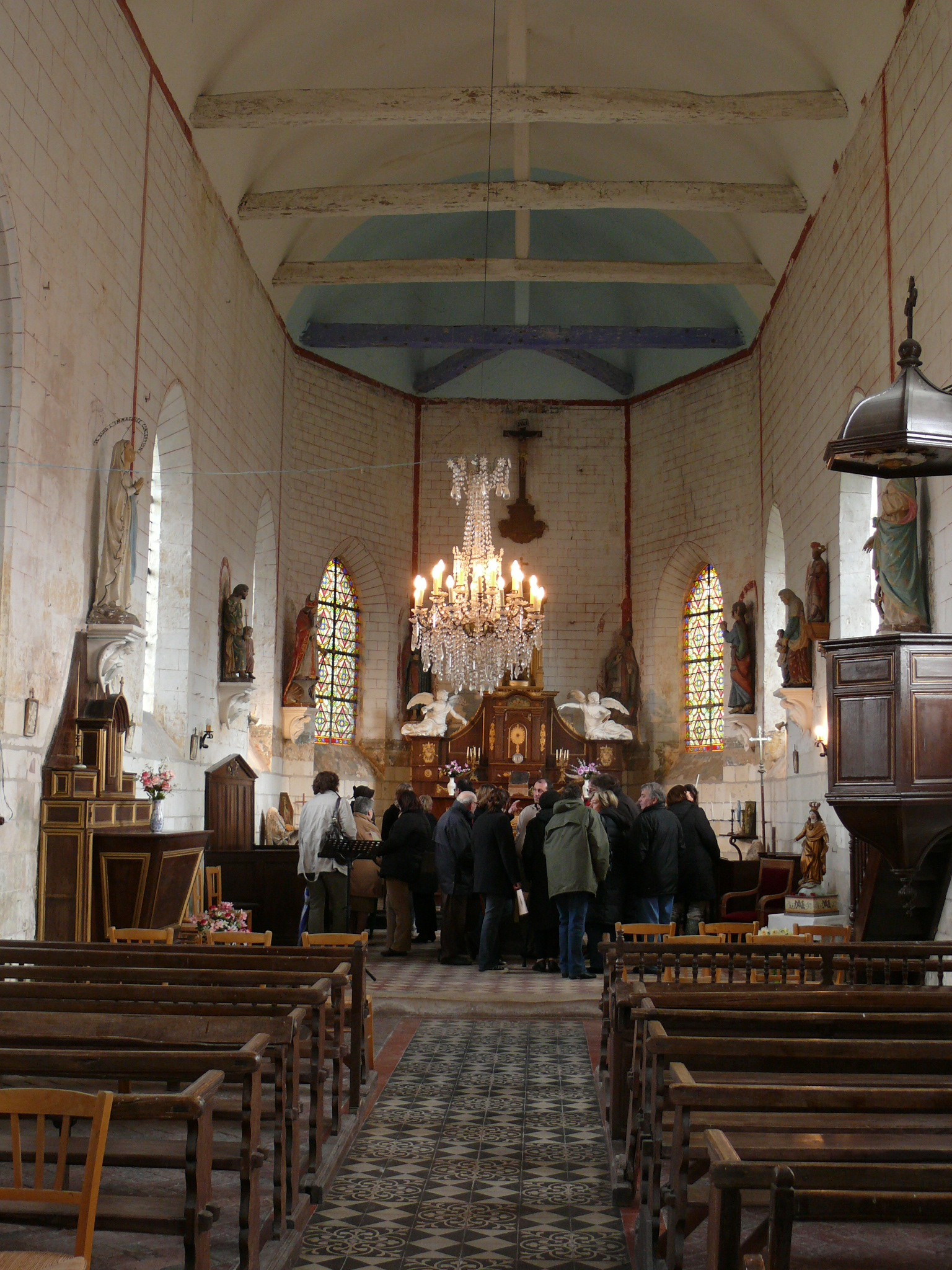
La nef.
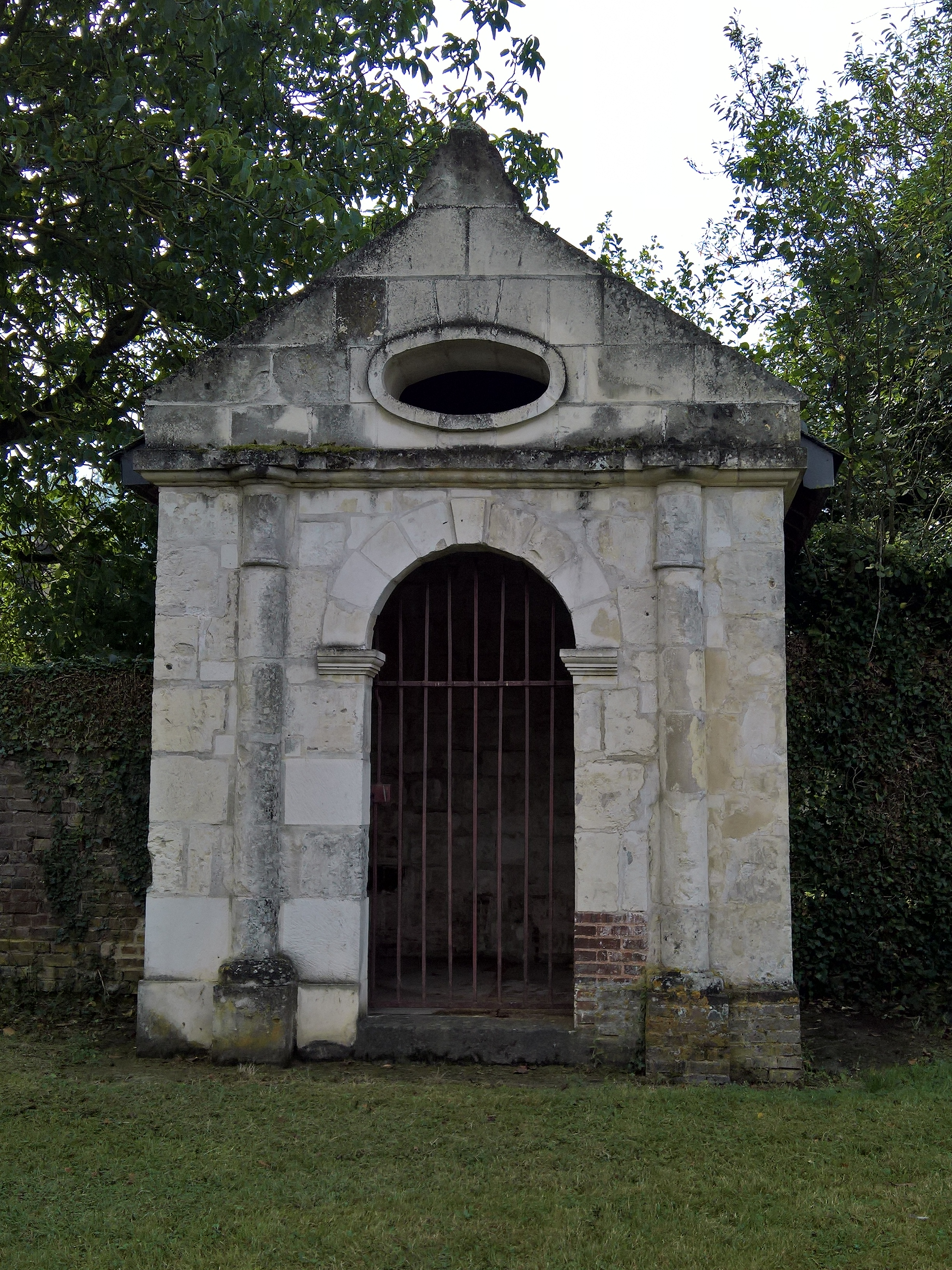
La chapelle funéraire sur le côté de l'église
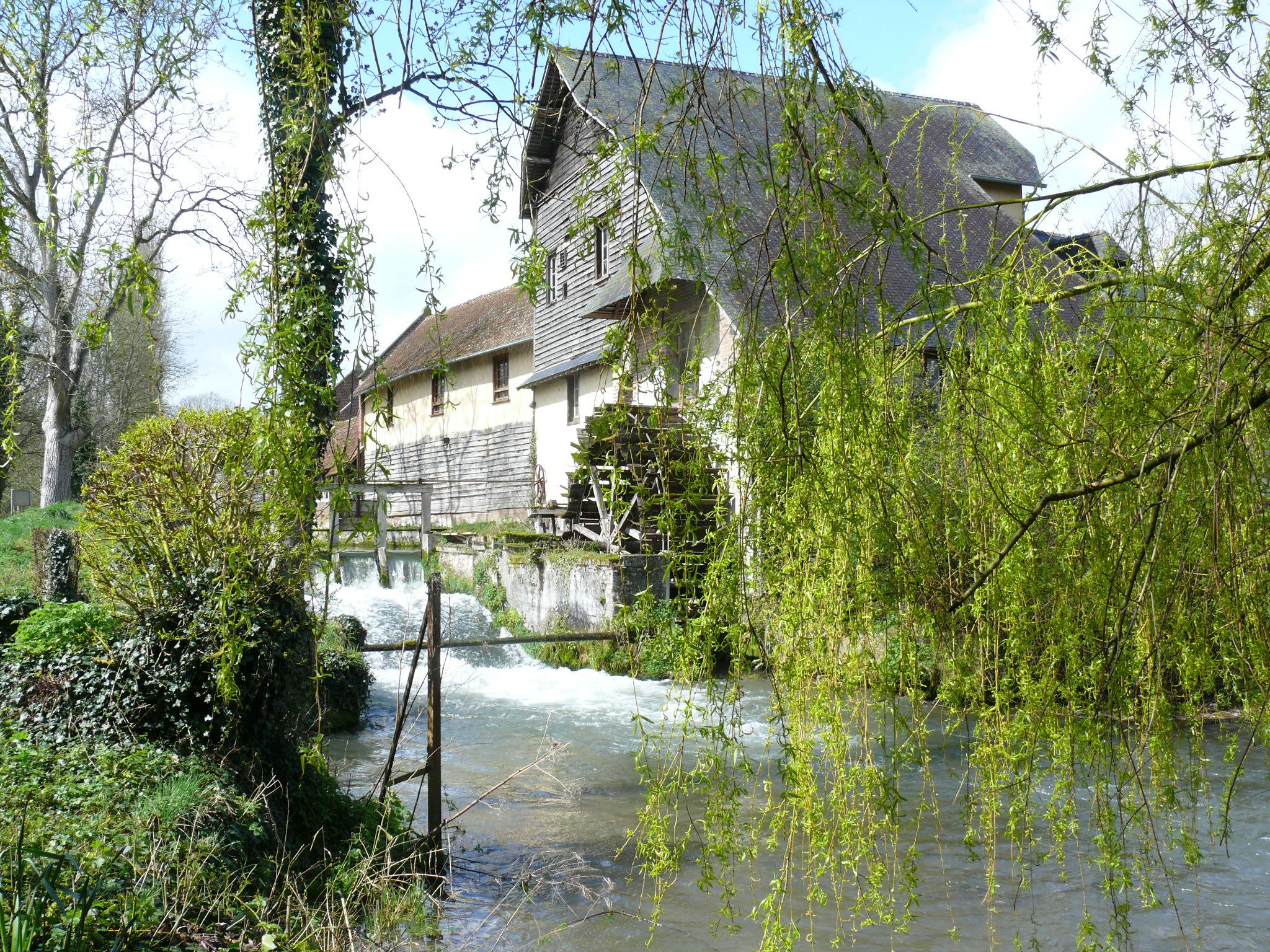
Le moulin de Frémontiers.
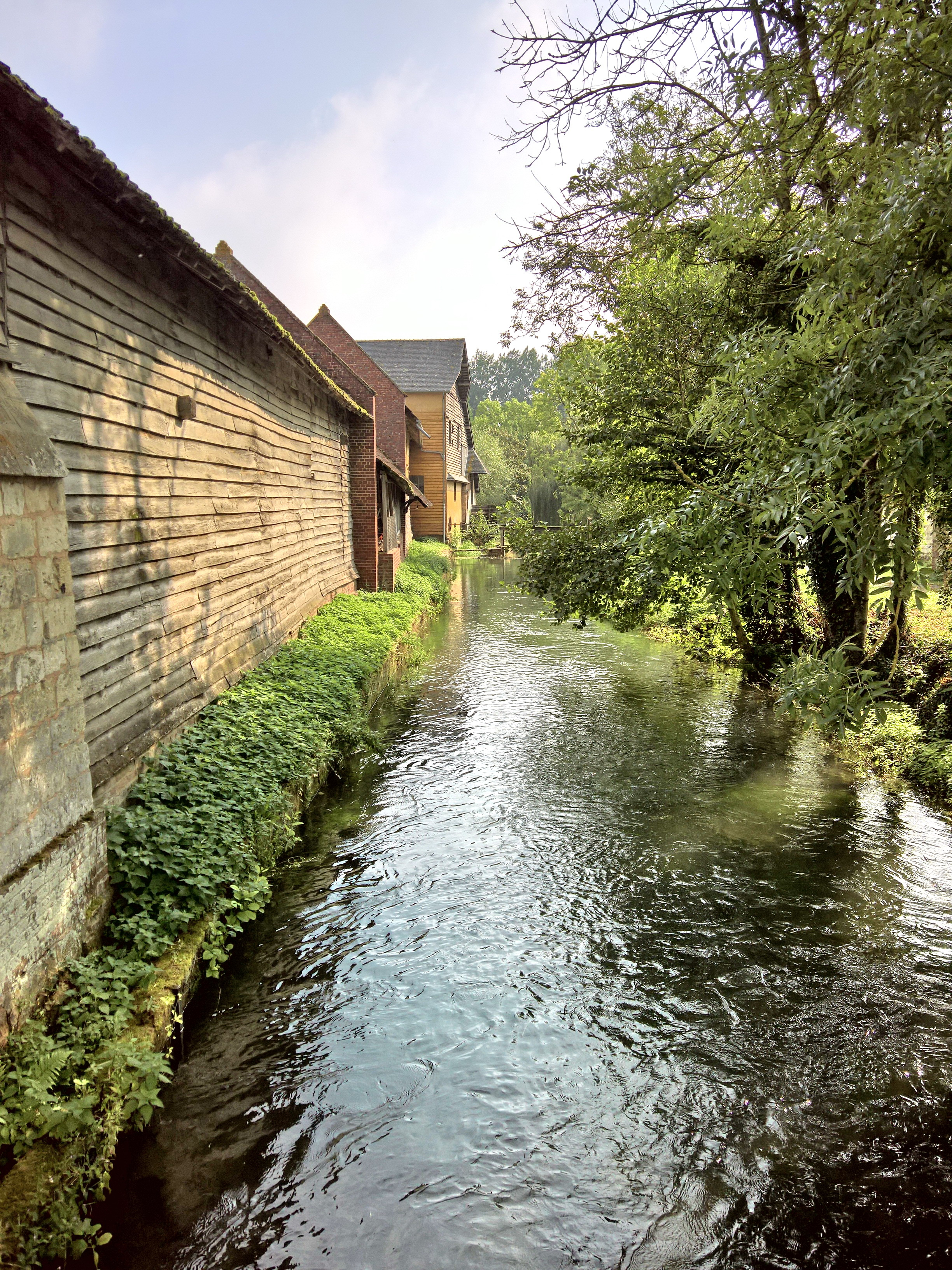
Les Évoissons
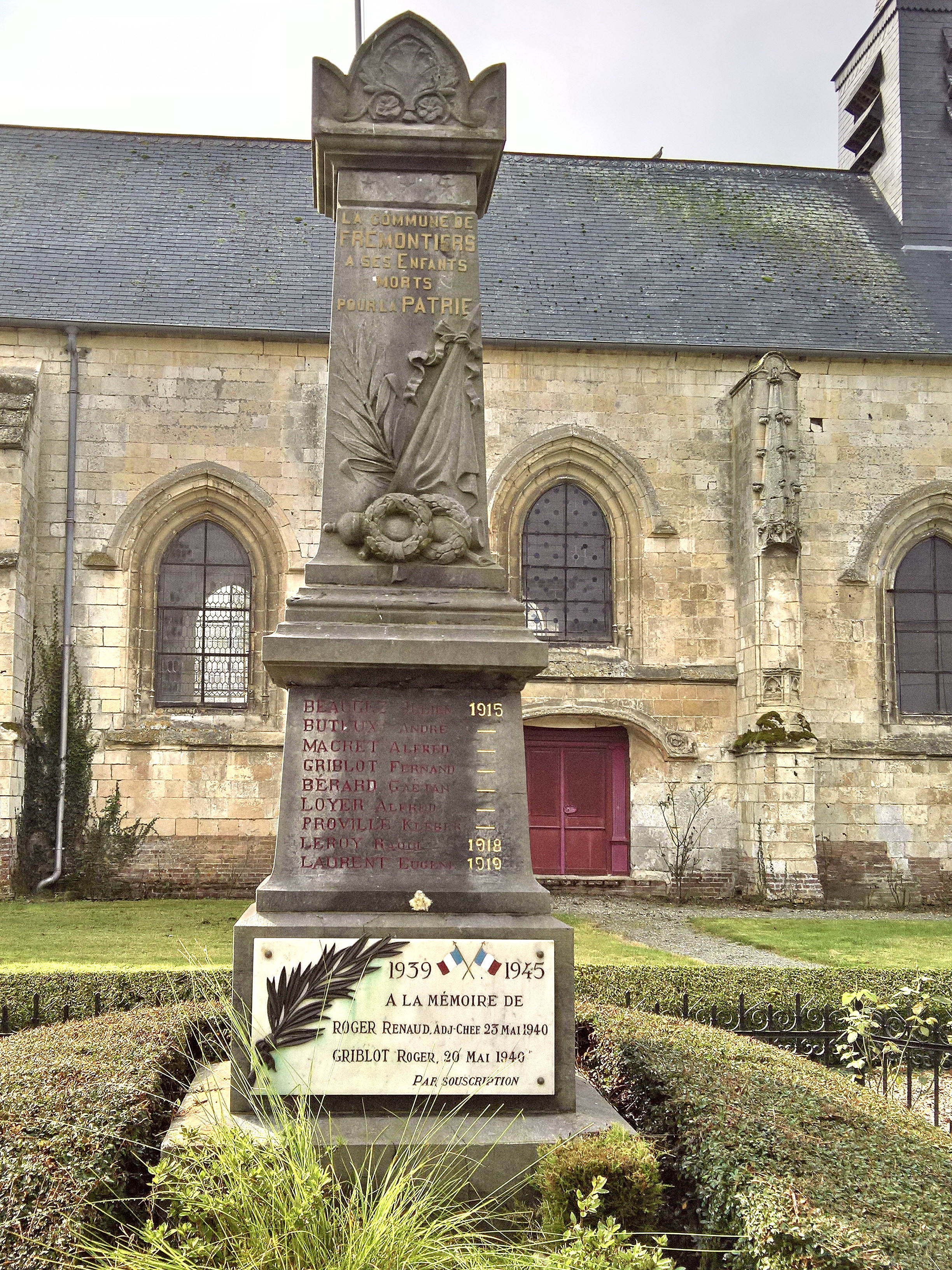
Monument aux morts

### Personnalités liées à la commune
Un enfant de la commune, le sergent Choffin, a perdu la vie pendant la conquête de Madagascar.
Le sergent-chef Maurice Vitrey, tué pendant la Bataille de France au début de la Seconde Guerre mondiale. Une stèle commémorative particulière a été édifiée dans la forêt de la vallée du Talon, au bord d‘un chemin, là où il est tombé.